# Clapham Rovers FC
Clapham Rovers Football Club var en engelsk fotbollsklubb. Hemmamatcherna spelades omväxlande på Clapham Common, Tooting Commons och Wandsworth Common. Klubben bildades 1869 men ingen vet när den lades ned men troligen skedde det innan första världskriget.

## Historia
Clapham Rovers var ett av de femton lagen som deltog i den allra första FA Cup tävlingen, 1871-72. Det första målet som gjordes i FA Cupen gjordes av Jarvis Kenrick, i Claphams 3-0-segern mot Upton Park den 11 november 1871. Kenrick skulle senare vinna FA cupen tre år i rad (1876, 1877 och 1878) med Wanderers FC.
Clapham Rovers tog sig till sin första FA Cup-final 1879 men förlorade då mot Old Etonians med 1-0. Clapham Rovers James FM Prinsep som bara var 17 år och 245 dagar satte då ett rekord genom att vara den yngste spelaren som spelat en FA Cupfinal. Rekordet skulle stå sig ända till 2004 när Millwalls Curtis Weston slog det.
Året efter tog man sig till final igen och den här gången gick det bättre i finalen mot Oxford University. Claphams Clopton Lloyd-Jones gjorde matchens enda mål och man vann med 1-0.
Datumet för klubbens nedläggning är oklart men sista säsongen som de var med i FA-cupen var 1885-86 när de diskvalificerades utan ha spelat en enda match. Deras mest framgångsrike spelare Norman Bailey betraktades fortfarande som en Clapham Rovers spelare när han spelade sin sista match i engelska landslaget.
Klubben överlevde antagligen ända till Första Världskriget då det finns en notering i The Sportsman 1911 om deras årliga middag.

### Det vinnande laget 1880
| Namn                |
| ------------------- |
| Reginald Birkett    |
| Robert Ogilvie      |
| Edgar Field         |
| Vincent Weston      |
| Norman Bailey       |
| Arthur J Stanley    |
| Harold Brougham     |
| Francis Sparks      |
| F Barry             |
| Edward Ram          |
| Clopton Lloyd-Jones |

## Landslagsspelare
Åtta Clapham Rovers spelare spelade för engelska landslaget mellan 1874 och 1887 (antalet matcher inom parentes).
- Norman Bailey (19 matcher)
- Reginald Birkett (1 match)
- Walter Buchanan (1 match)
- Edgar Field (2 matcher)
- Richard Geaves (1 match)
- Robert Ogilvie (1 match)
- James Prinsep (1 match)
- Francis Sparks (2 matcher)

Norman Bailey spelade 19 matcher för England, 15 som kapten. Den första var mot Skottland den 2 mars 1878, den sista spelades den 19 mars 1887 och var också mot Skottland.

## Meriter
- FA Cupen: 1880, final 1879